# أغبس (خيل)

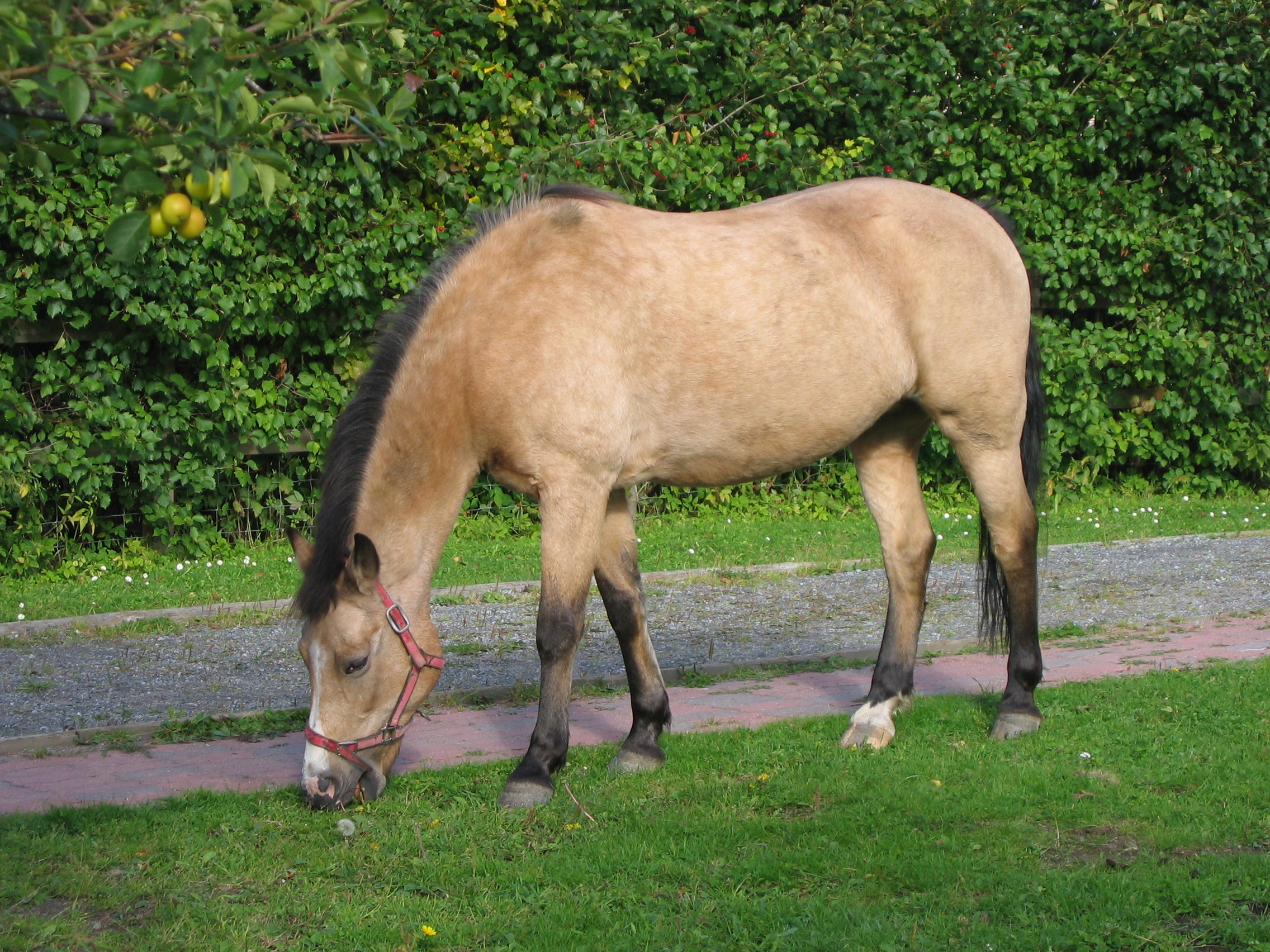
سيسي نيو فورست (فرس) أغبس

الأَغْبَس أو الوَرْد الأَغْبَس هو لون الخيل (وأحيانًا يُساء فهمه على أنه سلالة). اللون الأغبس هو لون الكسوة [الإنجليزية] الذي يشير إلى اللون الذي يشبه درجات معينة من جلد الأيل [الإنجليزية] المدبوغ. وتسمى الألوان المشابهة في بعض سلالات الكلاب أيضًا بالأغبس. يتمتع الحصان بكسوة سمراء فاتحة أو مذهبة اللون مع السواد في العرف والذيل والأوظفة. يظهر اللون الأغبس نتيجة لجين السَّوْسَنِيّ المخفِّف [الإنجليزية] الذي يؤثر على الحصان الكُمَيْت. لذلك، يحتوي اللون الأغبس على جين MC1R [الإنجليزية] أو "الكسوة الأساس الدهماء" (E)، وجين الأغوطي [الإنجليزية] (A)، والذي يُقصّر الكسوة الأساس الدهماء على العرف والذيل والأوظفة فقط، ونسخة واحدة من جين السوسني (CCr)، الذي يُفَتِّح اللون الأحمر/البني للكسوة الكميت إلى أسمر فاتح/مُذَهَّب.